# Sonata para violín n.º 8 (Beethoven)

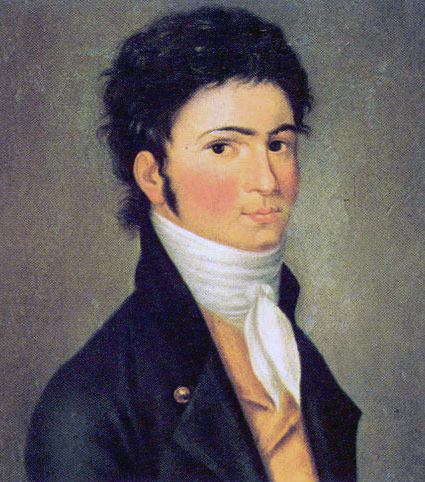
Beethoven en 1801, por Carl Riedel.

La sonata para violín y piano n.º 8 en sol mayor, Op. 30 n.º 3 es una pieza camerística compuesta por Ludwig van Beethoven entre 1801 y 1802. La partitura está dedicada al zar Alejandro I de Rusia.

## Historia

### Composición
Las tres sonatas para violín y pianoforte que conforman el Opus 30 son las Sonatas n.º 6, n.º 7 y n.º 8. La composición del conjunto se desarrolló durante la primera mitad de 1802, completando la mayor parte entre marzo y mayo tras mudarse a Heiligenstadt en un intento de mejorar su audición. Ese fue un año muy positivo para Beethoven tanto desde el punto de vista privado como profesional. En 1801 el príncipe Carl von Lichnowsky le había garantizado una renta vitalicia de 600 florines. Sobre esto comenta a su amigo Franz Gerhard Wegeler de Bonn en una carta de 29 de junio de 1801 lo siguiente:

«Mis composiciones se venden bien y puedo decir que tengo más pedidos de los que puedo atender. Hay de seis a siete editores para cada pieza y podría haber más si yo quisiera. Yo pido y ellos pagan, una situación muy agradable.»

A pesar del éxito, Beethoven estaba a punto de enfrentarse a la catástrofe de su vida: su pérdida de audición. En la misma carta se dirige a su amigo y médico Wegeler, confesándole que su estado se ha ido deteriorando durante tres años. Un silbido continuo en los oídos le hacía evitar el contacto humano, ya que no podía contar a la gente que era sordo. Si su ocupación fuera otra su pérdida de audición podría ser aceptable, pero como músico era devastadora. Para que Wegeler se hiciera una idea de su estado, describió cómo se sentaba en el teatro lo más cerca posible de la orquesta, para poder entender a los actores. Cuando se sentaba más lejos no podía oír las notas agudas de los instrumentos. También tenía dificultades para seguir una conversación, ya que no podía oír las palabras pronunciadas en voz baja. Pero algunas personas no se daban cuenta de su incapacidad para participar en la conversación. Por aquel entonces odiaba que la gente gritara. No tenía ni idea de cómo continuaría con su vida. Cuando el compositor escribió esta carta en el verano de 1801, aún albergaba esperanzas.

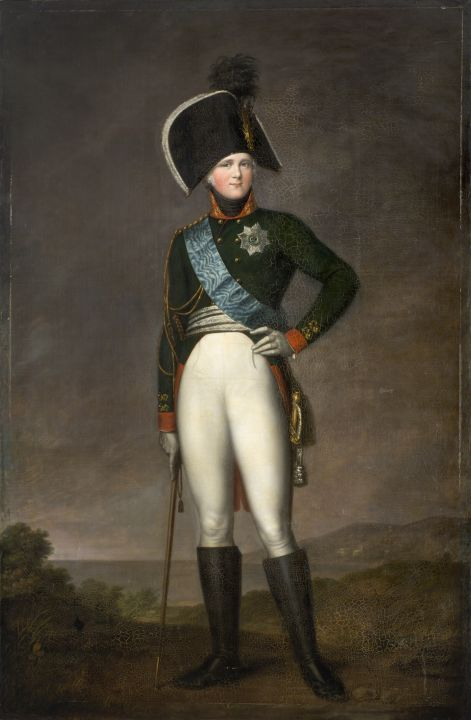
Alejandro I de Rusia, dedicatario de las piezas.

Además de estas piezas, compuso numerosas obras en los años siguientes: las tres sonatas para piano Op. 31, las variaciones para piano Op. 34 y Op. 35, así como la Sinfonía n.º 2 y el Concierto para piano n.º 3. Estaba muy ocupado y componía música llena de vida, esperanza y alegría, pero su salud empeoraba sin cesar. En octubre de 1802 sufrió un colapso mental. En octubre de 1802, sólo cuatro meses después de acabar el Op. 30, Beethoven escribió lo que hoy se conoce como el "Testamento de Heiligenstadt", su última voluntad para sus hermanos Kaspar Karl y Johann admitiendo que se está quedando sordo. Es una emotiva expresión de su estado de ánimo, en la que se defiende de las acusaciones de misantropía, explica su enfermedad y su sordera y pone en orden sus asuntos.

### Publicación
La primera publicación de las piezas fue llevada a cabo por la editorial Bureau des Arts et d'Industrie en mayo de 1803 en Viena. El hermano de Beethoven, Kaspar Karl, que gestionó los asuntos del compositor durante un tiempo, ofreció en una carta del 22 de abril de 1802 dirigida a los editores Breitkopf & Härtel de Leipzig las tres sonatas del Op. 30 de la siguiente manera: "Actualmente tenemos tres Sonatas para piano y violín, que le enviaremos si así lo desean". Probablemente ya estaban terminadas. Sin embargo, la editorial de Leipzig no mostró interés alguno, por lo que las sonatas fueron publicadas por el Bureau des Arts et d'Industrie.
La dedicatoria de las tres piezas es para el joven zar Alejandro I de Rusia, cuyo punto de vista aparentemente ilustrado era objeto de admiración por parte del compositor. Esta dedicatoria parece haber pasado desapercibida. Las pruebas que sugieren el regalo de un anillo de diamantes son poco fiables, aunque Alejandro fue más tarde uno de los diez suscriptores de la Missa Solemnis. Es posible que el compositor recibiera una suma de dinero por las sonatas en 1814, después de regalar a la esposa del zar la Polonesa, Op. 89.

## Estructura y análisis
La sonata consta de cuatro movimientos:
- I. Allegro assai, en sol mayor 6
8
- II. Tempo di minuetto, ma molto moderato e grazioso, en mi bemol mayor 3
4
- III. Allegro vivace, en sol mayor 2
4

La interpretación de esta obra dura aproximadamente 18 minutos.

### I.Allegro assai
El primer movimiento, Allegro assai, está escrito en la tonalidad de sol mayor, en compás de 6/8 y sigue la forma sonata. Se abre rebosante de humor al estilo de Haydn. Evita el lirismo relajado y cadencioso de la sonata n.º 6 así como la sombría fuerza dramática de la n.º 7. Abundan las sorpresas, entre las que se incluyen pequeños toques como la chirriante puntuación del violín al final de la frase inicial de cuatro compases, y la transición mucho más significativa a la dominante menor para el segundo tema. Los motivos y temas ascienden o descienden en picado, sin arquearse nunca a la manera mozartiana, y el tema principal evoca los gestos de arpegio ascendente asociados a los compositores de Mannheim, a menudo llamado "cohete de Mannheim". Tras la sección de desarrollo, presidida por el tema inicial y una figura de trino tomada del material de cierre, la recapitulación resuelve el segundo tema a la tónica, pero conservando el modo menor.

### II.Tempo di minuetto, ma molto moderato e grazioso
El segundo movimiento, Tempo di minuetto, ma molto moderato e grazioso, está en mi bemol mayor, en compás de 3/4 y sigue una forma ternaria similar a una canción de tipo ABA' más coda. Las secciones exteriores vacilan entre las tonalidades de mi bemol mayor y sol menor, mientras que la contrastante sección central gira en espiral hacia mi bemol menor poco antes del retorno de la mayor. La tenue calidez que impregna este movimiento es inusual en la música de Beethoven. El tema principal conserva el tempo Andante, las ornamentaciones y el estilo danzante que caracterizan al minueto, en realidad se trata de un rondó con estribillo variado.

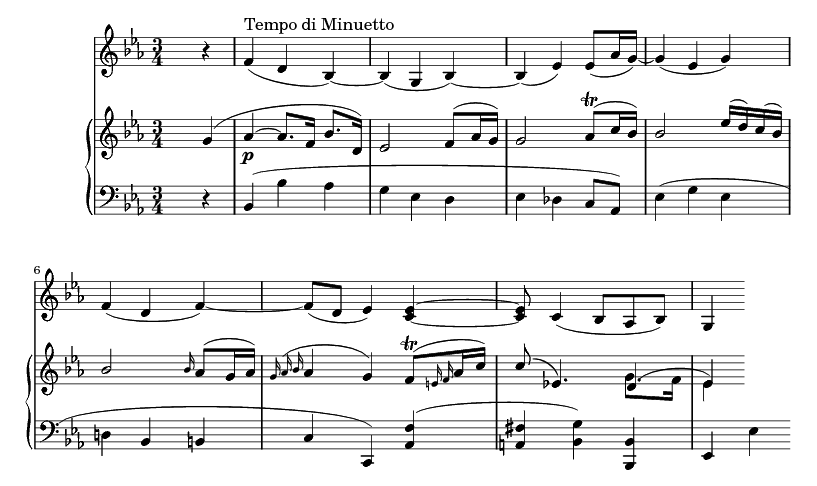
Tema del segundo movimiento.

### III.Allegro vivace
El tercer y último movimiento, Allegro vivace, retoma la tonalidad inicial, el ritmo es 2/4 y responde a la forma rondo. El humor parece ser el ingrediente principal del finale. Es como un rondó pero con una importante excepción: hay un solo tema tanto para los episodios como para el estribillo recurrente. El tema se compone de dos elementos, uno de semicorcheas rápidas y otro de corcheas repetidas. Este tema está presente en varias armonías incluida la de mi bemol mayor, la tonalidad del movimiento central. Del mismo modo que en los dos movimientos previos, una figura arpegiada constituye una parte esencial del tema principal.